# 이노신
이노신(영어: inosine)은 하이포잔틴이 β-N9-글리코사이드 결합을 통해 리보스 고리(리보퓨라노스라고도 함)와 결합하여 형성되는 뉴클레오사이드이다.
이노신은 일반적으로 tRNA에서 발견되며 동요 염기쌍에서 유전 암호의 적절한 번역에 필수적이다.
이노신 대사에 관한 지식은 최근 수십년 동안 면역요법의 발전으로 이어졌다. 이노신 일인산은 이노신 일인산 탈수소효소에 의해 산화되어 퓨린 대사의 핵심적인 전구 물질인 잔토신 일인산을 생성한다. 마이코페놀산은 이노신 일인산 탈수소효소의 저해제로 작용하는 항대사 산물, 항증식제이다. B 세포를 활발하게 분열하게 하여 퓨린의 흡수가 정상적인 체세포의 8배를 초과할 수 있게 하기 때문에 이노신은 다발성 맥관염 동반 육아종을 비롯한 다양한 자가면역질환의 치료에 사용된다. 따라서 이러한 백혈구(퓨린 회수 경로를 작동시킬 수 없음)는 이노신 일인산 탈수소효소의 저해로 인한 퓨린 결핍에 의해 선택적으로 표적화된다.

## 같이 보기
- 이노신 일인산
- 이노신 프라노벡스
- 핵염기